# Дотель, Андре
Андре Дотель (фр. André Dhôtel; 1 сентября 1900, Аттиньи, — 22 июля 1991) — французский романист, эссеист, философ. Представитель романтизма во французской литературе середины XX века, его произведения входят в школьную программу по литературе во Франции.

## Биография
Окончил Сорбонну, лиценциат философии. Преподавал в Афинах в Высшем институте французских исследований (1924—1928), затем почти в течение 50 лет во французских провинциальных городах.

## Творчество
С юности писал стихи, дебютировал в печати в 1927 году, публиковался во многих журналах-однодневках начала XX в. В 1928 году выпустил цикл стихов «Ясная книжка» («Le petit livre clair»). Известность к писателю пришла только в 1940-е годы, когда Андре Дотель начал регулярно публиковать свои романы, которые получили немало литературных премий. В лирике Дотель открыл и укрепил арденнскую тематику, позднее развитую его последователями.
Автор десятков романов, повестей и новелл, в том числе романов «Патетическая деревня» («Le village pathétique», 1943), «Нигде» («Nulle part», 1943), «Плато Мазагран» («Le plateau de Mazagran», 1947), «Пути-дороги» («Les chemins du long voyage», 1949), «Страна, в которую никогда не попадешь» («Le pays où l’on n’arrive jamais», 1955), «Небо предместий» («Le ciel du faubourg», 1956), «Душа моя» («Ma chère âme», 1961), фантастической повести «Остров железных птиц» («L'île aux oiseaux de fer», 1956), сборника новелл «Идиллии» («Idylles», 1961).

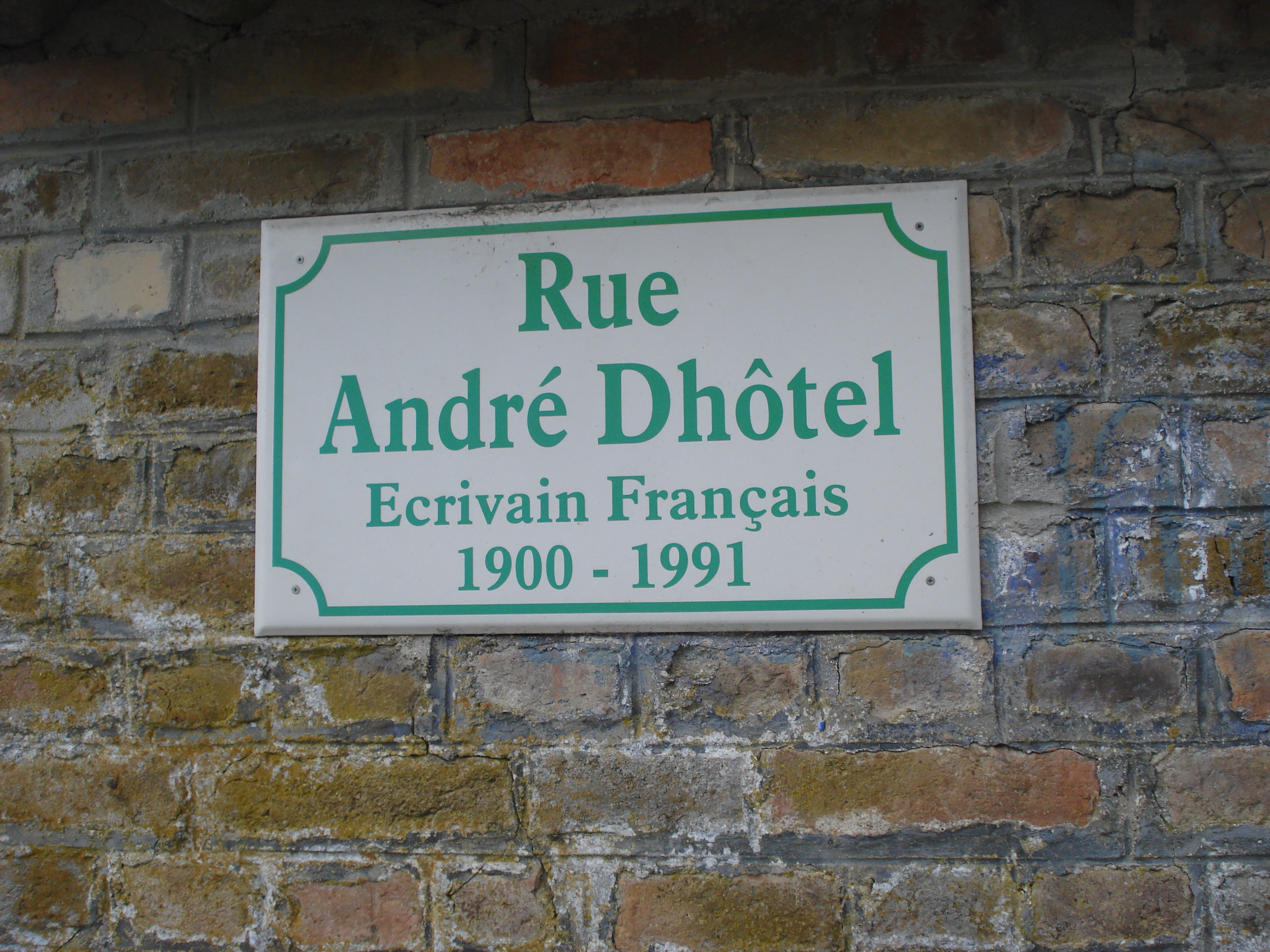
улица Rue André Dhôtel в Мон-де-Жё

Перенял от сюрреалистов культ Артюра Рембо, чья этика и эстетика оказала влияние на его творчество. Посвятил творчеству Рембо ряд этюдов — «Последовательность творчества Рембо» («L'œuvre logique de Rimbaud», 1933), «Рембо и современное бунтарство» («Rimbaud et la révolte moderne», 1952).
После ухода из преподавания Дотель живёт в Париже, позже строит дом в коммуне Сен-Ламбе́р-э-Мон-де-Жё, в нескольких километрах от своего родного города Аттиньи. Последний в 1984 году удостоил Дотеля звания «почётный гражданин». После смерти писателя главная улица в Мон-де-Жё будет названа в его честь «Рю Андре-Дотель».
Дотель умер в 1991 году и похоронен на кладбище Провен.

## Признание
Лауреат Премии Фемина (1955) за роман «Страна, в которую никогда не попадешь» («Le pays où l’on n’arrive jamais»), Большой литературной премии для молодых авторов в 1960 году, Большой литературной премии Французской академии в 1974 году и Большой национальной премии французской литературы за роман «Пропавшие без вести» в 1975 году.

## Память
Французский художник и скульптор Жан Дюбюффе, основоположник так называемого ар брют, написал портрет писателя Dhôtel nuancé d’abricot (1947).
К 100-летнему юбилею литератора издан сборник поэзии А. Дотеля «À tort et à travers» (2000). Книга была представлена на специально посвященной юбилею выставке в Шарлевиль-Мезьер — центре общественной и культурной жизни департамента Арденны.